# Новиков Руслан Олегович
Руслан Олегович Новиков (нар. 10 квітня 1972, Київ, Черкаси, УРСР) — радянський та український футболіст та тренер, виступав на позиції воротаря.

## Кар'єра гравця
Вихованець ДЮСШ «Дніпро-80» (Черкаси) та ШІСП (Дніпропетровськ). Дорослу футбольну кар'єру розпочав 1990 року в складі черкаського «Дніпра». Після цього виступав у військовій команді СКА (Київ)/ЗС «Оріяна». З 1992 року виступав у нижчолігових клубах «Нива» (Миронівка), «Кристал» (Чортків), «Борисфен» (Бориспіль), «Нафком» (Бровари), «Рось» (Біла Церква), «Княжа» (Щасливе). Кар'єру гравця завершив 2007 року в складі аматорського колективу «Ходак» (Черкаси). Нині грає за ФК "Борисфен".

## Кар'єра тренера
По завершенні кар'єри гравця розпочав тренерську діяльність. Спочатку допомагав тренувати клуби «Ходак» (Черкаси), «Моноліт» (Іллічівськ) та «Скала» (Моршин). Влітку 2011 року призначений головним тренером херсонського «Кристалу». Наприкінці серпня 2012 року після серії невдалих поєдинків (у 7-ми матчах здобув лише 1 пункт) був звільнений з займаної посади. У листопаді 2013 року призначений головним тренером бориспільського «Борисфена».

## Досягнення

### Як гравця
Клубні
- Друга ліга чемпіонату України
  -  Чемпіон (1): 2003